# 272. Infanterie-Division (Wehrmacht)
Die 272. Infanterie-Division war eine deutsche Infanteriedivision im Zweiten Weltkrieg.

## Geschichte

### Aufstellung
Die Division wurde am 22. Mai 1940 auf dem Truppenübungsplatz Groß Born in Pommern aufgestellt. Die Aufstellung dieser Division wurde für den Fall eines länger andauernden Westfeldzuges geplant.

### Abbruch der Aufstellung
Aufgrund eines schnellen Endes des Westfeldzugs durch den Abschluss eines Waffenstillstandes mit Frankreich wurde die Aufstellung der Division vor ihrer Vollendung am 22. Juli 1940 abgebrochen.

### Wiederaufstellung
Erneut aufgestellt am 17. November 1943 im Raum Antwerpen in Belgien.

### Besatzungstruppe Frankreich
Später wurde die Division an diversen Orten in Frankreich stationiert.

### Operation Overlord
In den Kämpfen nach der alliierten Landung in der Normandie eingesetzt erlitt die Einheit schwere Verluste.

### Vernichtung
Praktisch ging die Division im Kessel von Falaise August 1944 sehr stark dezimiert unter.

### Verwendung der Reste der Division
Überlebende Soldaten der alten 272. Infanterie-Division und personeller Ersatz wurde am 17. September 1944 der nun als 272. Volksgrenadier-Division bezeichneten Nachfolgedivision auf dem Truppenübungsplatz Döberitz bei Berlin zugeführt.